# کالر تی‌وی گیم
کالر تی‌وی گیم (به انگلیسی: Color TV Game)، (به ژاپنی: カラー テレビゲーム Karā Terebi Gēmu) یک سری از کنسول‌های اختصاصی بود که توسط نینتندو ساخته شد. در مجموع پنج کنسول از این سری در بین سال‌های ۱۹۷۷ تا ۱۹۸۰ در ژاپن ساخته و عرضه شدند.